# Вашатко, Карл Иванович
Карл Иванович Вашатко (Карел Вашатко, Кирилл Вашатко, чеш. Karel Vašátko; 13 июля 1882 года, Литограды, Австро-Венгрия — 10 января 1919 года, Челябинск) — подполковник Белой армии. В годы Первой мировой войны награждён орденом Святого Георгия IV степени, Георгиевским крестом с лавровой ветвью, установленный летом 1917 года для офицеров «за подвиги личной храбрости и доблести», Георгиевскими крестами I, II, III, IV степеней и Георгиевской медалью II, III, IV степеней.

## Биография

### Жизнь в Австро-Венгрии
Родился в крестьянской семье. окончил школу в Сольницах и гимназию в Рихнове над Кнежной (с отличием).
С 1 октября 1902 года — вольноопределяющимся 18-го пехотного полка в Оломоуце. С 30 марта 1903 года — ефрейтор. 1 октября 1903 года уволен из Австро-Венгерской армии.
Осенью 1903 года поступил на юридическое отделение Карлова университета в Праге. Через два семестра перешел на философский факультет. Вступил в Партию народных социалистов и в Чешский Сокол. В 1907 году окончил университет. Работу по специальности найти не смог.

### Жизнь в России
Весной 1912 года приехал в Российскую империю и стал управляющим имения своего дяди на Волыни.

#### Первая мировая война
Как подданный Австро-Венгрии, был арестован, но вскоре освобождён, как и все чехи, имевшие подданство воюющего с Россией государства.
С 3 сентября 1914 года — доброволец в Чешской дружине. Прошёл курс обучения, и 11 октября 1914 года принял присягу на Софийской площади в Киеве. По болезни оставлен в 5 запасной роте подпоручика Якушева. 14 ноября 1914 года направлен на фронт, в 1 полуроту 2 роты под командованием подпоручика Клецанды и прапорщика Ранюка.
19 ноября у Закличина на переправах через реку Дунаец впервые принял участие в бою.
Командование 3 армии приняло решение использовать чехов для фронтовой разведки. Возглавил группу разведчиков, именуемую «железной компанией» и входившую в 1-й взвод 2-й роты 11-й пехотной дивизии.
В ходе наступления Юго-Западного фронта в Карпатах роты Чешской дружины перебрасывались в горы. 2-я рота была направлена через Пилзно на Жмигруд.
17 мая 1915 года направлен в штаб 14 армейского корпуса в качестве переводчика и знатока австрийской армии.
С июля 1915 года возвращён в роту. 14 июля 1915 года произведён в младшие унтер-офицеры. В начале января 1916 года произведён в унтер-офицеры.
В начале 1916 года, после того как Чешская дружина была преобразована в 1-й Чешско-Словацкий (чехословацкий) стрелковый полк им. Яна Гуса, был направлен на офицерские курсы. В апреле 1916 года сдал офицерские экзамены. В мае 1916 года направлен в состав формируемого 2-го Чешско-Словацкого полка.
С 21 июня 1916 года произведён в прапорщики и принял командование над чехословаками, содержавшимися в Дарницком лагере для военнопленных в Киеве.
19 декабря 1916 года принял православие, получив при крещении имя Кирилл.
Вновь оказавшись на фронте, провёл серию удачных разведок в полосе 53-й и 102-й пехотных дивизий на реке Стоход.
После Февральской революции солдатский комитет 2-й роты 28 мая 1917 года передал ему командование ротой.
В летнем наступлении 1917 года, когда части Чехословацкой стрелковой дивизии были стянуты к Тарнополю, был тяжело ранен в бою — шрапнельная пуля снесла часть черепа.
14 июля 1917 года эвакуирован в Киев, где проходил лечение.
14 октября 1917 года произведён в поручики со старшинством с 23 марта 1917 года.
12 апреля 1918 года переведён из 1-го полка в штаб корпуса. 2 июля 1918 года произведён в капитаны. Его рота, отличившаяся в боях с большевиками, получила почётное наименование «Вашаткова рота». 22 августа 1918 года Вашатко был произведён в подполковники.
6 января 1919 года была проведена операция на черепе в Челябинской больнице. 10 января 1919 года скончался на 37-м году жизни.
12 января 1919 года похоронен на кладбище в Челябинске.
28 августа 1935 года останки были привезены в Прагу. 30 августа 1935 года гроб с останками был выставлен в пантеоне Национального музея. 1 октября 1935 года перезахоронен на мемориале Освобождения.

## Награды
- Орден Святого Георгия IV степени (25 сентября 1917 года), приказом по 11-й армии.
- Георгиевский крест с лавровой ветвью (27 октября 1917 года), на основании решения полковой Георгиевской думы.
- Орден Святого Станислава III степени с мечами и бантом (20 июля 1917 года) — за храбрость в битве у Зборова.
- Георгиевский крест 1 степени № 94[1] (1916 год) — взамен дублированного награждения 4 степенью.
- Георгиевский крест 2 степени (1915 год) — за исключительную личную храбрость и смелость во время тяжелых оборонительных боев 3-й армии в июне-июле 1915 года.
- Георгиевский крест 3 степени (7 сентября 1915 года) — за участие же в организации перехода 28-го полка.
- Георгиевский крест 4 степени:
  - 2 февраля 1915 года — за геройство во время разведок на Дунайце, когда во время разведки, будучи окружены неприятелем, пробились в штыки и присоединились к своему подразделению.
  - 22 июля 1915 года — за храбрость и героизм в боях с австрийцами в период с 13 января по 14 апреля 1915 года.
  - январь 1916 года — ночью со 2 на 3 января 1916 года в разведке между деревнями Ставком и Хромяковой обнаружил неприятельский патруль, обойдя который, напал в окопе и пленил двух солдат с полным вооружением и гранатами.
- Георгиевская медаль 2 степени (1916 год) — взамен дублированного награждения Георгиевским крестом 4 степени.
- Георгиевская медаль 3 степени (1915 год) — во время разведки на участке 3-го батальона 73-го пехотного Крымского полка ночью с 26 на 27-е сентября 1915 года пленил неприятельский патруль.
- Георгиевская медаль 4 степени (1915 год) № 350946 — за отчаянное нападение на неприятеля во время разведки с 12 на 13 июля 1915 года у деревни «Майдо-Иловецкий» (Майдан-Иловецкий?), где вместе с тремя разведчиками захватил в плен 32 солдат из 3-го пехотного полка.
- Военный крест с пальмовой ветвью (1918 год, Франция)
- Орден Сокола I степени с мечами (посмертно, 1921 год, Чехословакия).